# Piên
Piên is een gemeente in de Braziliaanse deelstaat Paraná. De gemeente telt 11.811 inwoners (schatting 2009).

## Aangrenzende gemeenten
De gemeente grenst aan Agudos do Sul, Campo do Tenente, Quitandinha, Rio Negro, Campo Alegre (SC), Rio Negrinho (SC) en São Bento do Sul (SC).